# Ruination
| Оценки критиков   | Оценки критиков |
| Источник          | Оценка          |
| ----------------- | --------------- |
| About.com         | [ 1 ]           |
| AllMusic          | [ 2 ]           |
| Alternative Press | [ 3 ]           |
| Blabbermouth      | [ 4 ]           |

Ruination — второй студийный альбом американской дэт-метал-группы Job for a Cowboy. В отличие от предыдущего альбома Genesis, Ruination был записан на AudioHammer Studios в Санфорде, Флорида, с продюсером Джейсоном Сьюкофом. Альбом был выпущен 7 июля 2009 года на лейбле Metal Blade Records. Альбом разошёлся тиражом в 10,600 копий в Соединённых Штатах в первую неделю релиза и дебютировал на 42-й позиции в чарте «The Billboard 200».
После ухода гитариста Рави Бхадрираджу группа записала несколько демо-композиций с новым гитаристом Ал Глассманом и продюсером Джейсоном Сьюкофом. Вокалист Джонни Дэйви в интервью заявил, что альбом отличается от предыдущего дебютного альбома, а также он сказал, что в альбоме будут новые музыкальные влияния, но не будет резких изменений.

## Список композиций
| №                   | Название                      | Длительность |
| ------------------- | ----------------------------- | ------------ |
| 1.                  | «Unfurling a Darkened Gospel» | 3:43         |
| 2.                  | «Summon the Hounds»           | 3:51         |
| 3.                  | «Constitutional Masturbation» | 3:35         |
| 4.                  | «Regurgitated Disinformation» | 4:46         |
| 5.                  | «March to Global Enslavement» | 6:05         |
| 6.                  | «Butchering the Enlightened»  | 3:30         |
| 7.                  | «Lords of Chaos»              | 3:36         |
| 8.                  | «Psychological Immorality»    | 3:08         |
| 9.                  | «To Detonate and Exterminate» | 3:22         |
| 10.                 | «Ruination»                   | 4:55         |
| Общая длительность: | Общая длительность:           | 40:31        |

| №                   | Название                                 | Длительность |
| ------------------- | ---------------------------------------- | ------------ |
| 11.                 | «The Matter of Splatter» (Exhumed cover) | 3:43         |
| Общая длительность: | Общая длительность:                      | 44:16        |

## Участники записи
Job for a Cowboy
- Джон Райс — ударные
- Брэнт Риггс — бас-гитара, бэк-вокал
- Бобби Томпсон — гитара
- Джонни Дэйви — вокал
- Ал Глассман — гитара
- Рави Бхадрираджу — гитара в композиции «Unfurling a Darkened Gospel»